# Ришка (комуна, Клуж)
Ришка (рум. Râșca) — комуна у повіті Клуж в Румунії. До складу комуни входять такі села (дані про населення за 2002 рік):
- Дялу-Маре (373 особи)
- Лепуштешть (105 осіб)
- Мерчешть (275 осіб)
- Ришка (1061 особа)

Комуна розташована на відстані 346 км на північний захід від Бухареста, 37 км на захід від Клуж-Напоки.

## Населення
За даними перепису населення 2002 року у комуні проживали 1814 осіб.
Національний склад населення комуни:
| Національність | Кількість осіб | Відсоток |
| -------------- | -------------- | -------- |
| румуни         | 1812           | 99,9%    |
| угорці         | 2              | 0,1%     |

Рідною мовою назвали:
| Мова      | Кількість осіб | Відсоток |
| --------- | -------------- | -------- |
| румунська | 1812           | 99,9%    |
| угорська  | 2              | 0,1%     |

Склад населення комуни за віросповіданням:
| Релігія       | Кількість осіб | Відсоток |
| ------------- | -------------- | -------- |
| православні   | 1716           | 94,6%    |
| п'ятдесятники | 97             | 5,3%     |
| римо-католики | 1              | 0,1%     |

## Зовнішні посилання
- Дані про комуну Ришка на сайті Ghidul Primăriilor [Архівовано 15 квітня 2011 у Wayback Machine.]